# 로스 614
로스 614는 외뿔소자리에 있는 두 개의 적색 왜성으로 이루어져 있는 쌍성으로, 지구에서 13.3광년 떨어져 있다. 두 별의 공전 주기는 16.6년으로 천구상에서 약 0.932" 분리되어 있다. 로스 614 A와 B의 겉보기 밝기는 각각 11.25와 14.23으로 맨눈으로 관측하는 것은 불가능하다.

## 같이 보기
- 가까운 별 목록